# İlkay Durmuş
İlkay Durmuş (Stuttgart, 1994. május 1. –) német és török korosztályos válogatott labdarúgó, posztját tekintve csatár.

## Pályafutása

### Klubcsapatokban
Durmuş a németországi Stuttgart városában született. Az ifjúsági pályafutását a Hoffenheim csapatában kezdte, majd a Stuttgart akadémiájánál folytatta.
2012-ben mutatkozott be a Gençlerbirliği felnőtt keretében. 2014-ben az Antalyaspor, majd 2015-ben az osztrák első osztályban szereplő Floridsdorfer AC szerződtette. 2015-ben az Austria Lustenauhoz írt alá. 2017-ben a SV Riedhez, míg 2018-ban az első osztályú Wacker Innsbruckhoz igazolt. 2019-ben a skót St. Mirrenhez csatlakozott. 2021. július 1-jén szerződést kötött a lengyel első osztályban érdekelt Lechia Gdańsk együttesével. Először a 2021. július 24-ei, Jagiellonia Białystok ellen 1–1-es döntetlennel zárult mérkőzésen lépett pályára. Első gólját 2021. szeptember 12-én, a Wisła Kraków ellen idegenben 2–2-es döntetlennel végződő találkozón szerezte meg.

### A válogatottban
Durmuş az U16-os és az U17-esben Németországot, míg az U17-es, az U18-as, az U19-es és az U20-as korosztályú válogatottban Törökországot képviselte.

## Statisztikák
2023. május 27. szerint
| Klub             | Szezon   | Osztály              | Bajnokság | Bajnokság | Kupa és Ligakupa | Kupa és Ligakupa | Nemzetközi | Nemzetközi | Összesen | Összesen |
| Klub             | Szezon   | Osztály              | Meccs     | Gól       | Meccs            | Gól              | Meccs      | Gól        | Meccs    | Gól      |
| ---------------- | -------- | -------------------- | --------- | --------- | ---------------- | ---------------- | ---------- | ---------- | -------- | -------- |
| Wacker Innsbruck | 2018–19  | Osztrák Bundesliga   | 18        | 1         | 1                | 0                | —          | —          | 19       | 1        |
| St. Mirren       | 2019–20  | Scottish Premiership | 28        | 4         | 4                | 0                | —          | —          | 32       | 4        |
| St. Mirren       | 2020–21  | Scottish Premiership | 31        | 3         | 8                | 1                | —          | —          | 39       | 4        |
| St. Mirren       | Összesen | Összesen             | 59        | 7         | 12               | 1                | 0          | 0          | 71       | 8        |
| Lechia Gdańsk    | 2021–22  | Ekstraklasa          | 33        | 6         | 2                | 1                | —          | —          | 35       | 6        |
| Lechia Gdańsk    | 2022–23  | Ekstraklasa          | 25        | 1         | 2                | 1                | 4          | 0          | 31       | 2        |
| Lechia Gdańsk    | Összesen | Összesen             | 58        | 7         | 4                | 2                | 4          | 0          | 66       | 9        |
| Összesen         | Összesen | Összesen             | 135       | 15        | 17               | 3                | 4          | 0          | 156      | 18       |